# Aeropuerto Internacional de Nouadhibou
El Aeropuerto Internacional de Nouadhibou es un aeropuerto en Nuadibú, Mauritania (IATA: NDB, OACI: GQPP).

## Aerolíneas y destinos
| Aerolíneas                        | Destinos                          |
| --------------------------------- | --------------------------------- |
| Mauritania Airlines International | Nuakchot Estacional: Gran Canaria |